# Karen McCarthy

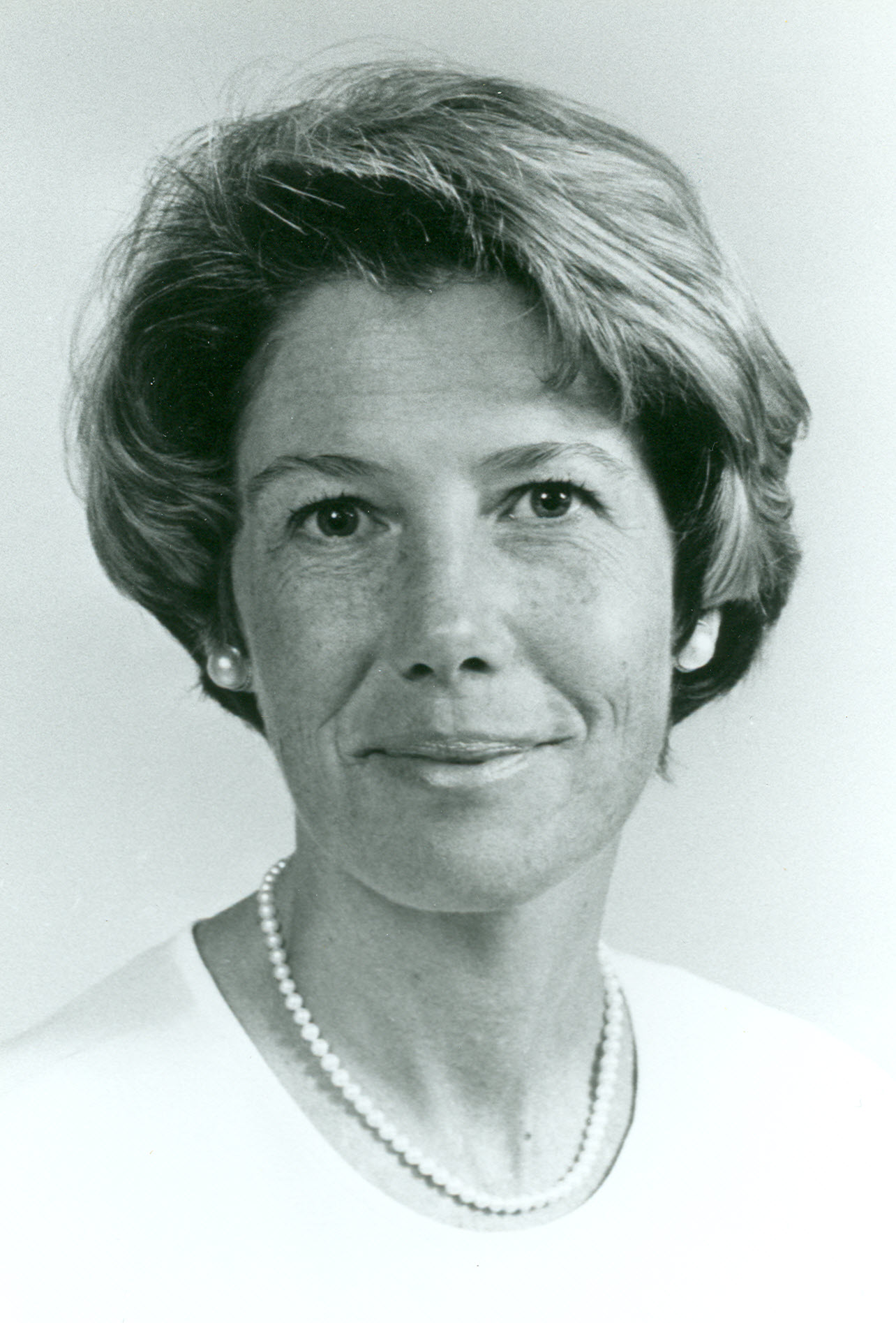
Karen McCarthy

Karen McCarthy (* 18. März 1947 in Haverhill, Essex County, Massachusetts; † 5. Oktober 2010 in Overland Park, Kansas) war eine US-amerikanische Politikerin der Demokratischen Partei und langjähriges Mitglied des Repräsentantenhauses.

## Biografie
Nach dem Besuch der East High School in Shawnee Mission begann sie 1965 ein Studium an der University of Kansas und schloss dieses 1969 mit einem Bachelor of Arts (B.A.) ab. Darüber hinaus absolvierte sie ein postgraduales Studium an der University of Missouri und erwarb dort einen Master of Arts (M.A.) 1976 und war als Lehrerin für Englisch tätig.
1977 begann sie ihre politische Laufbahn mit der Wahl zum Mitglied im Repräsentantenhaus von Missouri und vertrat dort bis 1995 die Interessen der Demokratischen Partei. Während dieser Zeit war sie 1994 Präsidentin der Nationalkonferenz der Staatsparlamente der USA (National Conference of State Legislatures).
Neben einem weiteren Studium an der John F. Kennedy School of Government der Harvard University, das sie 1982 abschloss, absolvierte sie ein weiteres postgraduales Studium der Betriebswirtschaftslehre an der University of Kansas und beendete dieses Studium 1986 mit einem Master of Business Administration (M.B.A.).
Bei den Kongresswahlen 1994 wurde sie als Nachfolgerin von Alan Wheat zum Mitglied des US-Repräsentantenhauses gewählt und gehörte diesem als Vertreterin der Demokraten für den 5. Kongresswahlbezirk von Missouri vom 3. Januar 1995 bis zum 3. Januar 2005 an. Bei den Wahlen 2004 verzichtete sie auf eine erneute Kandidatur für den 109. US-Kongress. Nachfolger als Kongressabgeordneter wurde der ehemalige Bürgermeister von Kansas City, Emanuel Cleaver.
Karen McCarthy starb an den Folgen der Alzheimer-Krankheit, an der sie seit Juni 2009 litt.